# Sarra Dmitrijewna Lebedewa
Sarra Dmitrijewna Lebedewa, geboren Sarra Dmitrijewna Darmolatowa, (russisch Сарра Дмитриевна Лебедева, Geburtsname Дармолатова; * 11. Dezemberjul. / 23. Dezember 1892greg. in Sankt Petersburg; † 7. März 1967 in Moskau) war eine russische Bildhauerin und Hochschullehrerin.

## Leben
Sarra Dmitrijewnas Vater Dmitri Iwanowitsch Darmolatow war Kommerzienrat  mit persönlichem Adelsrang und Mitglied der Geschäftsführung der Asow-Don-Handelsbank. Sie hatte eine ältere Schwester Anna, die Dichterin wurde, und zwei jüngere Zwillingsschwestern Wera (1895–1919) und Nadeschda (1895–1922), die Jewgeni Emiljewitsch Mandelstam heiratete. Sarra Dmitrijewna wurde zu Hause erzogen und besuchte die Schule der Gesellschaft zur Förderung der Künste.
Sarra Dmitrijewna studierte ab 1910 in St. Petersburg an Michail Dawidowitsch Bernsteins privater Schule für Zeichnen, Malerei und Bildhauerei.  1912–1914 studierte sie bei Leonid Wladimirowitsch Sherwood und 1914 im Atelier des Bildhauers Wassili Wassiljewitsch Kusnezow. Auch reiste sie in dieser Zeit in Frankreich, Deutschland, Österreich und Italien, wo sie die italienische Renaissance studierte und sich für Donatello begeisterte. 1915 schloss sie die Ehe mit dem Künstler Wladimir Wassiljewitsch Lebedew, die bis 1925 bestand.
Nach der Oktoberrevolution lehrte Lebedewa 1918–1920 in Petrograd an den Freien Kunstateliers, wo sie Wladimir Jewgrafowitsch Tatlin, Kasimir Sewerinowitsch Malewitsch und Natan Issajewitsch Altman kennenlernte. Sie wurde mit Maxim Gorki, Alexander Alexandrowitsch Blok, Wladimir Wladimirowitsch Majakowski und Wsewolod Emiljewitsch Meyerhold bekannt. Sie erstellte Denkmäler für Georges Danton, Robespierre und Alexander Iwanowitsch Herzen. Sie lehrte 1919–1920 an der Stieglitz-Kunstschule in Petrograd. Ab 1920 töpferte sie auch und machte Entwürfe fürs Theater. 1920 fertigte sie ein getöntes Gips-Relief von Robespierre an.
1925 besuchte Lebedewa London und lebte dann in Moskau. 1926 wurde sie Mitglied der Gesellschaft Russischer Bildhauer. Sie beteiligte sich an der Realisierung des Programms der Monumentalpropaganda Lenins. 1928 besuchte sie Paris und Berlin und stellte auf der Biennale di Venezia aus (und noch einmal 1932). 1931 entstand der Aktivist der Roten Flotte Wlassow, 1937 der Bergmann und 1939 die Gestalt mit der Fahne (Alexei Grigorjewitsch Stachanow). Lebedewa schuf eine Vielzahl von Porträts ihrer Zeitgenossen: Aron Alexandrowitsch Solz, Leonid Borissowitsch Krassin, Wsewolod Wjatscheslawowitsch Iwanow, Wjatscheslaw Iwanowitsch Iwanow (1925), Felix Edmundowitsch Dserschinski (Gips, 1925), Alexander Dmitrijewitsch Zjurupa (1927), Abram Markowitsch Efros (Gips, 1927), Waleri Pawlowitsch Tschkalow (1937, Tretjakow-Galerie), Solomon Michailowitsch Michoels und Wera Ignatjewna Muchina (Gips, 1939), Alexander Trifonowitsch Twardowski (Gips, 1941, und Marmor, 1950), Tatlin (Kalkstein, 1943–1944), Mariam Aslamasjan (1949) und Konstantin Georgijewitsch Paustowski (1956) neben anderen. Lebedewa plante Denkmäler für Puschkin (1937–1938), Dserschinski (1940) und Anton Tschechow (1944–1945) in Moskau, die nicht realisiert wurden. 1958 wurde sie Korrespondierendes Mitglied der Akademie der Künste der UdSSR.
1961–1963 schuf Lebedewa ein Kalkstein-Porträt von Boris Leonidowitsch Pasternak. Sie gestaltete 1965 seinen Grabstein auf dem Friedhof Peredelkino als Sandstein-Stele der strengen Form mit dem Profil Pasternaks als versenktes Relief. 2000 wurde der verwitterte Stein durch eine exakte Kalkstein-Kopie von Dmitri Michailowitsch Schachowskoi ersetzt. Sie entwickelte eine enge Freundschaft mit Tatlin und gab in den 1960er Jahren eine große Sammlung seiner Werke an das Zentrale Staatsarchiv für Kunst und Literatur.
Lebedewa wurde auf dem Moskauer Nowodewitschi-Friedhof begraben. Lebedewa-Gedächtnis-Ausstellungen wurden in der Moskauer Tretjakow-Galerie und im Leningrader Russischen Museum durchgeführt. Ein Venus-Krater trägt ihren Namen.

## Ehrungen
- Verdiente Künstlerin der RSFSR (1945)[4]